# Férfi gyorskorcsolya-csapatverseny a 2018. évi téli olimpiai játékokon
A 2018. évi téli olimpiai játékokon a gyorskorcsolya férfi csapatversenyét február 18-án és 21-én rendezték. Az aranyérmet a norvég csapat nyerte. A versenyszámban nem vett részt magyar csapat.

## Rekordok
A versenyt megelőzően a következő rekordok voltak érvényben:
| Világrekord     | Hollandia (NED) | 3:35,60 | Salt Lake City, Amerikai Egyesült Államok | 2013. november 16. |
| Olimpiai rekord | Hollandia (NED) | 3:37,71 | Szocsi, Oroszország                       | 2014. február 22.  |

A versenyen új olimpiai rekord született:
| Norvégia (NOR) | 3:37,08 | Phjongcshang, Dél-Korea | 2018. február 21. |

## Eseménynaptár
Az időpontok helyi idő szerint (UTC+9), zárójelben magyar idő szerint (UTC+1) olvashatóak.
| Időpont                    | Forduló      |
| -------------------------- | ------------ |
| február 18., 20:00 (12:00) | Negyeddöntők |
| február 21., 20:22 (12:22) | Elődöntők    |
| február 21., 21:13 (13:13) | Döntők       |

## Eredmények
A versenyen nyolc csapat vett részt. A negyeddöntőben négy futamban két-két csapat versenyzett. A négy legjobb idővel beérkező csapat az elődöntőbe jutott, a többiek az időeredményeik alapján kerültek a C-, és D-döntőkbe. Az elődöntők győztesei jutottak az A-döntőbe, a vesztesek a B-döntőben a bronzéremért versenyezhettek. A futamokon a táv 8 kör, azaz 3200 méter volt.
Az időeredmények másodpercben értendők.
A rövidítések jelentése a következő:
- OR: olimpiai rekord

### Negyeddöntők
| Helyezés | Csapat                                                                           | Idő     | Megjegyzés  |
| -------- | -------------------------------------------------------------------------------- | ------- | ----------- |
| 1.       | Dél-Korea (KOR) · Chung Jae-won · Kim Min-seok · Lee Seung-hoon                  | 3:39,29 | 1. elődöntő |
| 2.       | Hollandia (NED) · Jan Blokhuijsen · Sven Kramer · Koen Verweij                   | 3:40,03 | 2. elődöntő |
| 3.       | Norvégia (NOR) · Sindre Henriksen · Simen Spieler Nilsen · Sverre Lunde Pedersen | 3:40,09 | 2. elődöntő |
| 4.       | Új-Zéland (NZL) · Shane Dobbin · Reyon Kay · Peter Michael                       | 3:41,18 | 1. elődöntő |
| 5.       | Japán (JPN) · Seitaro Ichinohe · Shota Nakamura · Shane Williamson               | 3:41,62 | C-döntő     |
| 6.       | Olaszország (ITA) · Riccardo Bugari · Andrea Giovannini · Nicola Tumolero        | 3:41,64 | C-döntő     |
| 7.       | Kanada (CAN) · Jordan Belchos · Ted-Jan Bloemen · Denny Morrison                 | 3:41,73 | D-döntő     |
| 8.       | Egyesült Államok (USA) · Brian Hansen · Emery Lehman · Joey Mantia               | 3:42,98 | D-döntő     |

### Elődöntők
| Helyezés    | Csapat                                                                       | Idő         | Különbség   | Megjegyzés  |
| 1. elődöntő | 1. elődöntő                                                                  | 1. elődöntő | 1. elődöntő | 1. elődöntő |
| ----------- | ---------------------------------------------------------------------------- | ----------- | ----------- | ----------- |
| 1.          | Dél-Korea (KOR) · Lee Seung-hoon · Chung Jae-won · Kim Min-seok              | 3:38,82     |             | A-döntő     |
| 2.          | Új-Zéland (NZL) · Shane Dobbin · Reyon Kay · Peter Michael                   | 3:39,53     | +0,71       | B-döntő     |
| 2. elődöntő |                                                                              |             |             |             |
| 1.          | Norvégia (NOR) · Håvard Bøkko · Simen Spieler Nilsen · Sverre Lunde Pedersen | 3:37,08 OR  |             | A-döntő     |
| 2.          | Hollandia (NED) · Jan Blokhuijsen · Sven Kramer · Patrick Roest              | 3:38,46     | +1,38       | B-döntő     |

### Döntők
| Helyezés | Csapat                                                                       | Idő      | Különbség | Megjegyzés |
| A-döntő  | A-döntő                                                                      | A-döntő  | A-döntő   | A-döntő    |
| -------- | ---------------------------------------------------------------------------- | -------- | --------- | ---------- |
| Arany    | Norvégia (NOR) · Håvard Bøkko · Simen Spieler Nilsen · Sverre Lunde Pedersen | 3:37,32  |           |            |
| Ezüst    | Dél-Korea (KOR) · Lee Seung-hoon · Chung Jae-won · Kim Min-seok              | 3:38,52  | +1,20     |            |
| B-döntő  |                                                                              |          |           |            |
| Bronz    | Hollandia (NED) · Patrick Roest · Jan Blokhuijsen · Sven Kramer              | 3:38,40  |           |            |
| 4.       | Új-Zéland (NZL) · Shane Dobbin · Reyon Kay · Peter Michael                   | 3:43,54  | +5,14     |            |
| C-döntő  |                                                                              |          |           |            |
| 5.       | Japán (JPN) · Shane Williamson · Seitaro Ichinohe · Ryosuke Tsuchiya         | 3:41,62  | +0,57     |            |
| –        | Olaszország (ITA) · Andrea Giovannini · Riccardo Bugari · Nicola Tumolero    | kizárták |           |            |
| D-döntő  |                                                                              |          |           |            |
| 7.       | Kanada (CAN) · Ted-Jan Bloemen · Ben Donnelly · Denny Morrison               | 3:42,16  |           |            |
| 8.       | Egyesült Államok (USA) · Jonathan Garcia · Brian Hansen · Emery Lehman       | 3:50,77  | +8,61     |            |